# AFIS (informatica)
AFIS è l'acronimo di Automated Fingerprint Identification System, in italiano "Sistema Automatizzato di Identificazione delle Impronte".
L'AFIS è un sistema hardware e software, che nasce dalla necessità di ridurre i normali tempi di acquisizione e catalogazione dei cartellini decadattilari e dalla necessità di effettuare una ricerca rapida ed efficace delle impronte sconosciute in una banca dati unica, informatizzata, consultabile dal centro e dalla periferia. Le impronte digitali vengono codificate attraverso un algoritmo, gestito dal Sistema. Le ricerche vengono eseguite sia su set di 10 impronte, sia su frammenti d'impronta digitale sia sulle impronte palmari, rilevati dagli organi di polizia sulla scena del crimine.
In concreto è un sistema costituito da terminali a disposizione delle singole unità di polizia scientifica, o dei RIS dei Carabinieri, che hanno la possibilità di connettersi, via rete telematica, alla Banca dati del Casellario Centrale d'Identità - II Divisione del Servizio Polizia Scientifica, che contiene le informazioni biometriche dei singoli soggetti per essere identificati ai fini preventivi o giudiziari.